# Lyonia obtusa
Lyonia obtusa är en ljungväxtart som beskrevs av August Heinrich Rudolf Grisebach. Lyonia obtusa ingår i släktet Lyonia och familjen ljungväxter. Inga underarter finns listade i Catalogue of Life.